# Проболинго
Проболинго — город на северном побережье Восточной Явы, Индонезия. Население — 180 613 чел. (по оценке 2010 года). Центр одноимённого округа. Девизом города является слово «Бестари» (индон. Bestari), представляющее собой аббревиатуру из следующих слов: bersih (чистота), sehat (здоровый), tertib (в состоянии порядка), aman (безопасный), rapi (опрятный) и indah (красивый).

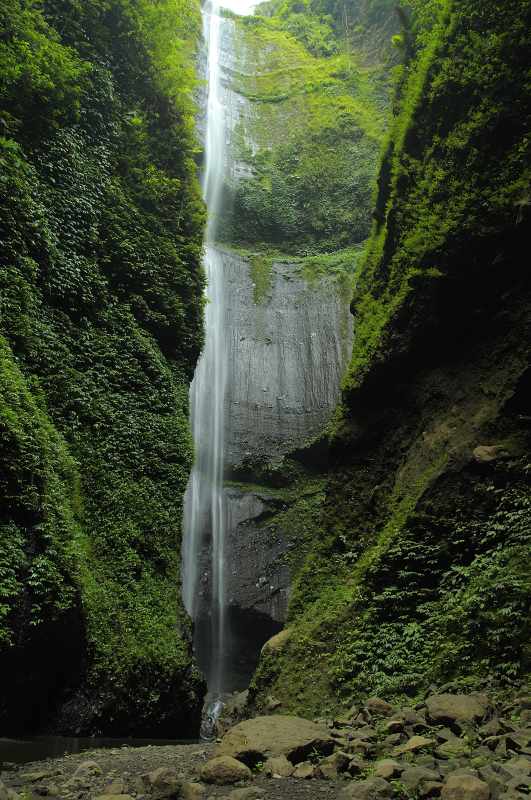
Водопад Мадакарипура, Национальный парк Бромо Тенгер Семеру, Проболинго.

Как и в большинстве других городов северной части Восточной Явы, в городе проживает большое число мадурцев, а также яванцы — коренное население острова. Через Проболинго проходит одна из главных трансъяванских автомагистралей. Также в городе есть порт, принимающий в основном рыболовецкие суда. Проболинго расположен на южном побережье Мадурского пролива и рыбная промышленность играет важную роль в экономике города. Также в городе распространено кустарное производство гончарных изделий и саронгов.
Находясь под властью голландской колониальной администрации, Проболинго представлял собой (особенно в XIX веке) важный центр регионального значения по производству и экспорту сахара. Сахар и по сей день остаётся одним из основных продуктов региона. Также в окрестностях города местные жители выращивают рис, маис, кофе, манго и производят каучук. Опылению манговых деревьев способствуют ветры, дующие во время сухого сезона — с июля по сентябрь. Также раньше в окрестностях Проболинго выращивали виноград, но в настоящее время виноградники занимают небольшую площадь.
30 января 2009 года город был объявлен зоной распространения птичьего гриппа.